# Forteresse de Châtel-sur-Moselle
Pour les articles homonymes, voir Château de Châtel (homonymie).
La forteresse de Châtel-sur-Moselle située à Châtel-sur-Moselle dans les Vosges est un des plus grands châteaux forts d'Europe. Il couvre cinq hectares, compte vingt-deux tours et 1,4 km de remparts, trois étages de galeries et salles souterraines. La forteresse témoigne de l'évolution de la fortification du XIe au XVIe siècle et une adaptation précoce à l'artillerie à boulets métalliques.
La forteresse est en partie classée et en partie inscrite sur l'Inventaire supplémentaire des monuments historiques depuis le 18 avril 1988.

## Historique
1072, création du Comté de Vaudémont
En 1070, le duc de Lorraine Gérard d'Alsace décède en laissant deux fils, Thierry et Gérard. Thierry devient duc, mais Gérard réclame une partie des terres. Un conflit éclate alors entre les deux frères jusqu'en 1072, date à laquelle l'empereur romain germanique Henri IV intervient. Il confirme à Thierry le titre de duc, mais contente le frère cadet en lui octroyant la région de Vaudémont et Châtel avec les 35 villages alentour.
Cet ensemble constitue le comté de Vaudémont, dont Châtel est l'un des deux pôles. Le traité de paix stipule toutefois que Vaudémont reste vassal du duc de Lorraine.
1100, construction du premier château
Entre 1072 et 1100 a sans doute lieu la construction du premier château de Châtel. Il est situé sur un éperon calcaire dominant d'une douzaine de mètres le lit de la Moselle. Il se compose alors d'un donjon (habitation seigneuriale) à quatre étages et haut de 35 mètres. Il est protégé par une enceinte quadrangulaire de faible épaisseur (1,20 m) et qui ne possède pas de tour. Une église romane est édifiée à l'angle nord est de ce château. Dédiée à saint Laurent, elle restera l'église paroissiale de Châtel jusqu'à la fin du XVe siècle.
1150, construction de l'hôtel seigneurial
Le donjon construit quelques décennies auparavant ne convient plus aux Vaudémont. En effet, il est difficile à chauffer et très humide. Les comtes bâtissent alors un hôtel sur le flanc est du château, bâtiment mieux adapté à la vie quotidienne. Toutefois, le premier étage du donjon sert toujours de salle d'apparat.
1216, vassalisation au comte de Bar
En 1216, le fils du duc de Lorraine est marié à la fille du comte de Bar au terme d'un traité d'alliance entre les deux partis. Dans cet acte est mentionné que la suzeraineté de Châtel passe des mains lorraines aux mains barroises. Ce marché est surtout bénéfique au comte de Bar, qui voit son influence s'étendre au sud de la Lorraine. Les comtes de Vaudémont semblent satisfaits de ce changement.
1220-1250, première extension du château
Le nouveau suzerain d'Hugues II de Vaudémont, le comte de Bar, prête de l'argent à son vassal afin qu'il agrandisse les fortifications de Châtel.
Lui et son fils étendent le château vers l'est, lui donnant ainsi une seconde cour, coupée de la première par l'hôtel seigneurial. Mais surtout apparaissent pour la première fois quatre tours militaires. Celle construite sur le flanc ouest est une tour-porte avec pont-levis. C'est la nouvelle entrée du château.
Les trois autres sont édifiées sur le côté sud, ce sont des tours de flanquement, c'est-à-dire qu'elles sont destinées à protéger la longueur des murs entre les tours. Deux de ces tours descendent jusqu'au pied de la roche, alors que le reste du château reste perché sur l'éperon.
La ville qui se développe en contrebas est entourée d'une enceinte jointive au château.
1317, charte de franchise de la ville de Châtel.
La charte de franchise octroie des droits à la population de la ville et l'exempte de différentes taxes. Une commune est également mise en place. Cette mesure, largement appliquée en Europe occidentale aux XIIIe – XIVe siècle favorise le développement urbain et juridique. Cette charte sera confirmée et consolidée en 1532 par Élisabeth de Neufchâtel.
1373, mort d'Henri V Joinville-Vaudémont - Arrivée de la famille Neufchâtel
Henri IV meurt à la bataille de Crécy en 1346. Comme il n'a pas de fils, c'est son cousin Henri V de Joinville-Vaudémont qui hérite du comté de Vaudémont.
Henri V meurt à son tour en 1373, laissant deux filles qui vont alors se partager le comté de Vaudémont. Marguerite, douze ans, récupère Vaudémont et les villages environnants. Alix, cinq ans, obtient donc Châtel et les 35 villages alentour.
Alix est ensuite promise en mariage le 21 avril 1373 à un seigneur de la région de Montbéliard, Thiébaut VII de Neufchâtel, qui a alors six ans. Ainsi arrive à Châtel une nouvelle famille seigneuriale, très riche et très puissante, mais qui a de grandes amitiés pour la culture bourguignonne en plein essor à cette période et au siècle suivant.
La famille de Neufchâtel va ainsi jalonner la Lorraine de places d'influence bourguignonne depuis Fontenoy-le-Château, au sud, tenu par une branche cadette jusqu'aux places satellites de Châtel, en plein cœur du duché lorrain.
Cela va poser de nombreux problèmes avec le duc de Lorraine tout au long du XVe siècle.
1410-1420, deuxième extension du château
Avec l'apparition de l'artillerie à poudre, la transformation du site s'impose, d'autant plus que Châtel est à un emplacement stratégique pour les ducs de Lorraine et de Bourgogne. Thiébaut VIII de Neufchâtel, fils de Thiébaut VII, fait alors construire une grande enceinte vers le nord flanquée de cinq tours possédant des canonnières. Le château double ainsi de superficie. L'entrée est renforcée de deux tours flanquantes et d'un second pont-levis devant lequel on bâtit une barbacane. Enfin, on agrandit l'hôtel seigneurial pour pouvoir loger le bailli, l'administrateur du site pour les Neufchâtel.
1444-1460, troisième extension du château
Peu après les dernières transformations du site, on construit une nouvelle enceinte. Ceci est surtout dû au fait que l'artillerie se développe rapidement et que se généralise vers 1430 le boulet de fonte remplaçant le boulet de pierre. Face à ce nouveau projectile, Châtel doit s'adapter pour rester une place de premier ordre.
Ainsi à partir de 1448 Thiébaut IX de Neufchâtel, maréchal de Bourgogne fait bâtir une enceinte extérieure au nord, mais plus basse que celle édifiée au début du siècle, car située au fond d'un large fossé de 57 mètres de large. Sur le flanc sud, la Moselle empêche la construction d'une telle enceinte. On décide alors de protéger les murs des XIe – XIIIe siècles par un mur-bouclier qui descend jusqu'au pied du rocher.
1467-1471, le duc de Lorraine assiège Châtel deux fois
À la suite de l'affaire d’Épinal, où le duc de Lorraine et le roi de France Louis XI se sont fait remarquer par leur ambiguïté, Thiébaut IX de Neufchâtel déclare la guerre à la Lorraine. Par deux fois, en 1467 et en 1471, le duc assiège vainement Châtel et doit se résoudre à lever le camp après quelques semaines. Cela prouve que les aménagements apportés aux fortifications étaient nécessaires et répondaient bien à la technologie de l'époque.

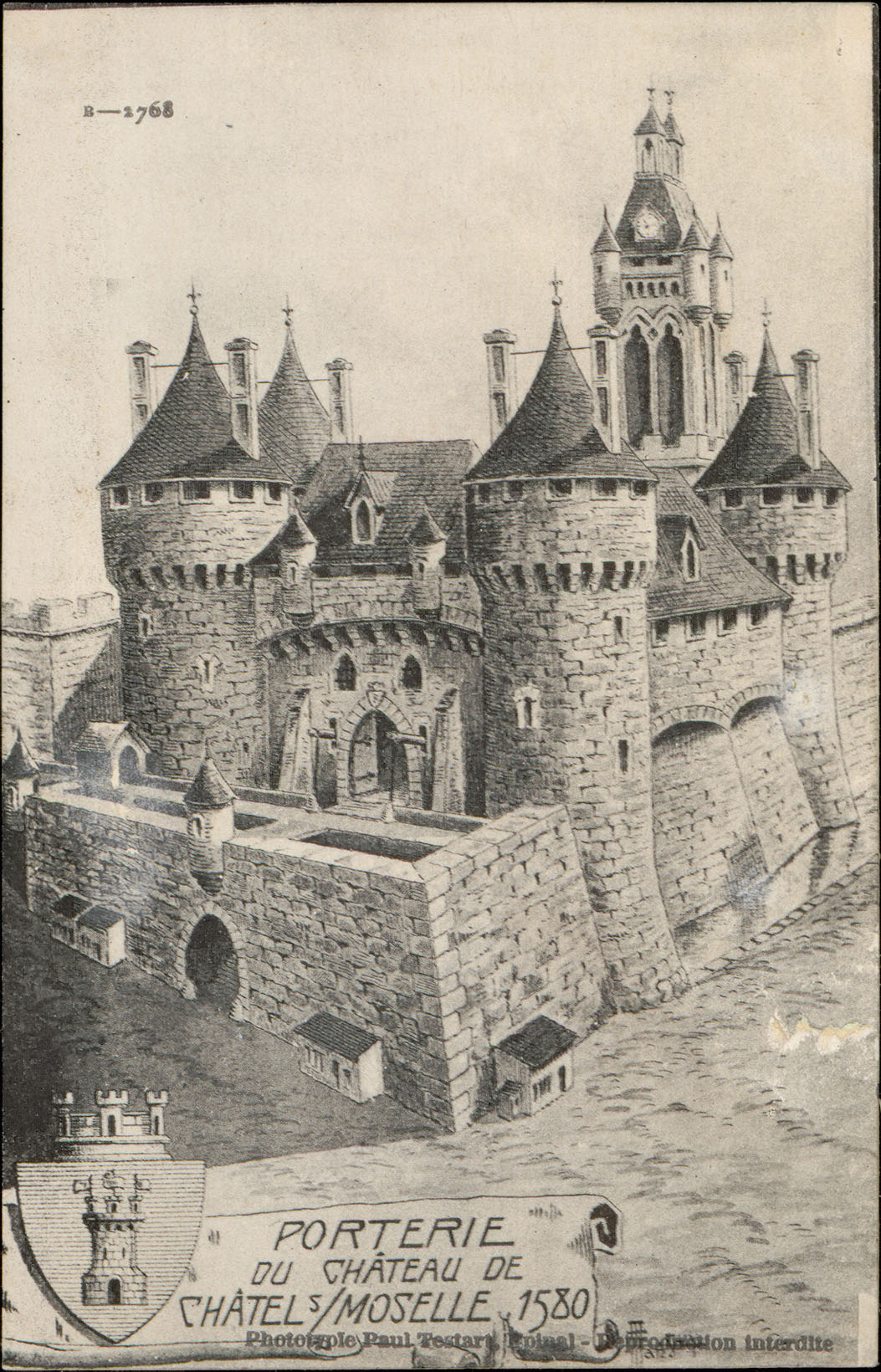
Représentation du château en 1580 (carte postale Paul Testart).

1505, construction de l'hôtel de Werdenberg
Le dernier fils de Thiébaut IX de Neufchâtel, Guillaume, hérite de Châtel et décide de privilégier sa nièce Élisabeth, mariée au comte germanique Félix de Werdenberg (cousin de Maximilien d'Autriche), ceci afin d'éviter que ses possessions ne tombent entre les mains lorraines ou françaises. Elle est protégée par l'empereur Charles Quint, ce qui lui vaudra une certaine tranquillité. Félix décide alors de bâtir un nouvel hôtel seigneurial au début du XVIe siècle, dans le périmètre du château de XIIIe siècle. Il est orné de tuiles colorées de tradition bourguignonne et comporte quatre pièces au rez-de-chaussée.
1533-1544, mort d’Élisabeth de Neufchâtel
Le premier mari d’Élisabeth, Félix de Werdenberg, meurt en 1530. Elle se remarie avec Thierry de Manderscheid, autre seigneur allemand. Mais Élisabeth meurt en 1533 sans héritier. S'ensuivent alors de longues discussions et procédures parlementaires afin de déterminer à qui revient Châtel. Finalement, le 1er février 1544, Antoine duc de Lorraine accapare la forteresse à la suite d'un échange avec une autre seigneurie. Châtel redevient donc lorrain.
1634-1670, succession de neuf sièges à Châtel
Au XVIIe siècle, Châtel subit de plein fouet la guerre de Trente Ans, pendant laquelle Richelieu, Louis XIII puis Louis XIV essaieront d'incorporer la Lorraine à la France. Pour ce faire, ils vont mener une politique systématique : à chaque prise de ville fortifiée ou de château, on détruira les éléments militaires.
Châtel va soutenir neuf sièges successifs entre 1634 et 1670.
1671, destruction du site par les troupes françaises
Fin 1670, les troupes françaises entrent dans la forteresse et Louis XIV, par l'intermédiaire du maréchal de Créqui, ordonne la destruction du site. On commence à faire sauter les tours et les principaux bâtiments avec de la poudre. Mais on se rend vite compte que cela va coûter bien cher en poudre. Les troupes françaises sont alors dirigées vers la ville et obligent la population à recouvrir le château de terre, un fusil derrière la tête. Ce qui sera réalisé en quatre mois.
1710, Installation de deux couvents
Quarante ans après la destruction du site, se construit à l'emplacement de l'ancienne porterie un couvent de chanoinesses de Saint-Augustin. C'est le bâtiment qui abrite aujourd'hui le centre culturel Guyot d'Avilley de l'association du Vieux Châtel. Un couvent de frères capucins est construit sur l'ancien hôtel seigneurial.	
1832, installation du séminaire
Il reprend les locaux des frères capucins mais également certaines parties du château, ce qui explique qu'aujourd'hui, on a du mal à comprendre précisément certains murs. Il est remplacé par une maternité lors de la séparation de l'Église et de l'État au début du XXe siècle. Comme le couvent féminin, ce bâtiment subira les bombardements de la Seconde Guerre mondiale.
1972, création de l'association du Vieux Châtel
Afin d'empêcher la construction de deux nouveaux immeubles sur le château enterré (deux autres bâtiments ont été bâtis quelques années auparavant), M. et Mme Debry décident de fonder une association pour la sauvegarde et la mise en valeur de ce monument. Les premiers travaux de déblaiement commencent alors, faisant apparaître un site d'une extension insoupçonnée par les historiens.
1988, inscription aux monuments historiques
Il apparaît bien vite comme une nécessité de faire classer le site. L'ensemble des parcelles situées à l'intérieur de l'enceinte fait l’objet d’une inscription au titre des monuments historiques depuis le 18 avril 1988. L'ensemble des parties constituantes de la forteresse, à l'exclusion du bâtiment moderne, fait l’objet d’un classement au titre des monuments historiques depuis le 18 avril 1988.
2025, destruction du premier immeuble construit dans les années 1960.
Cet immeuble, construit dans les années 1960, dite résidence des Capucins, qui a pu rendre des services à une autre époque, était devenu une verrue sur le site de la forteresse médiévale. Le second immeuble reste encore à démolir.

## Restauration
Depuis 1972 l'association du Vieux Châtel et des bénévoles internationaux œuvrent à sa rénovation.

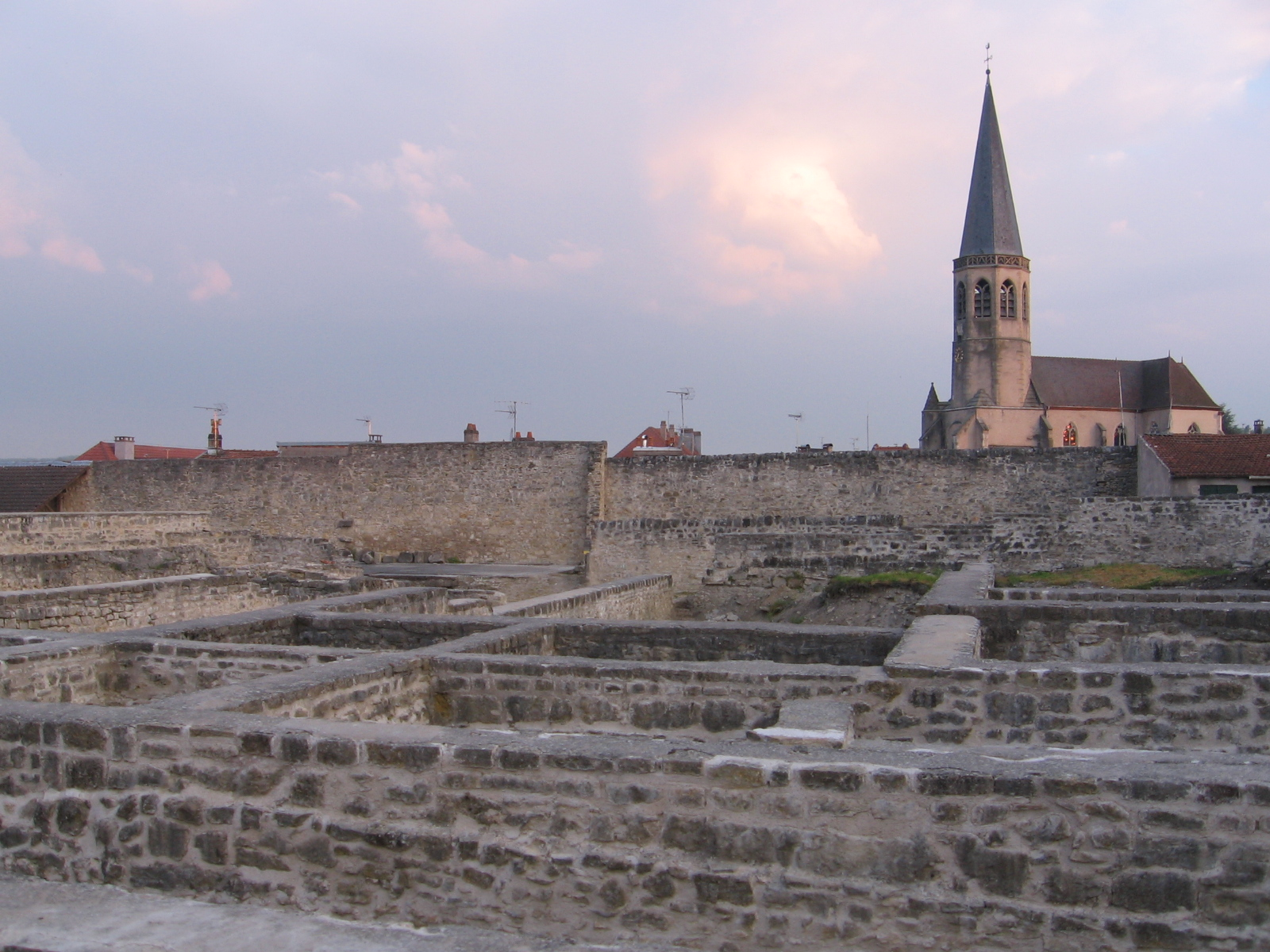
Éléments de forteresse et vue sur l'église (zone d'activité du château forge, moulin…).
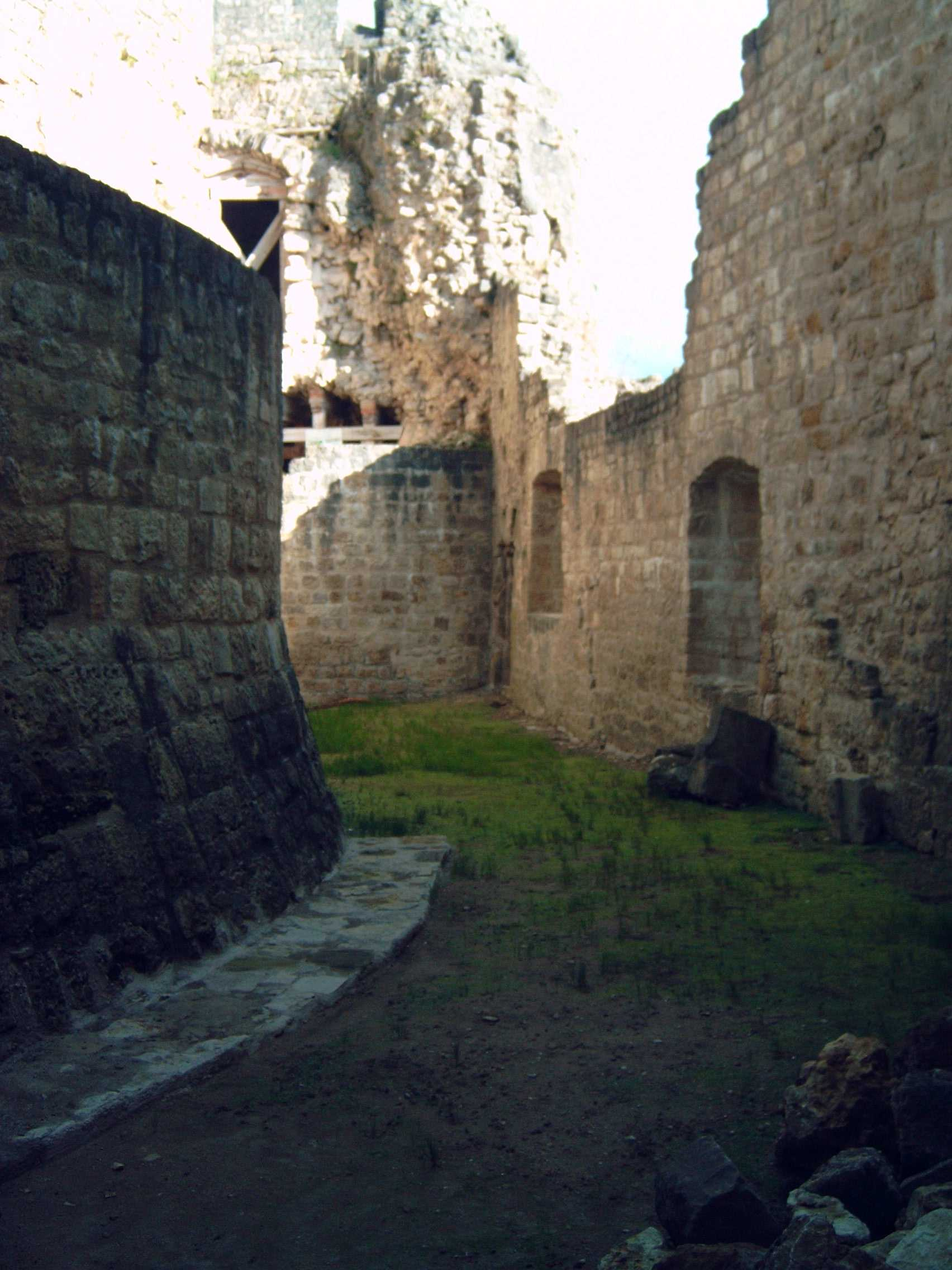
Tour de l'étuve côté Moselle (à gauche) extension artillerie (à droite).
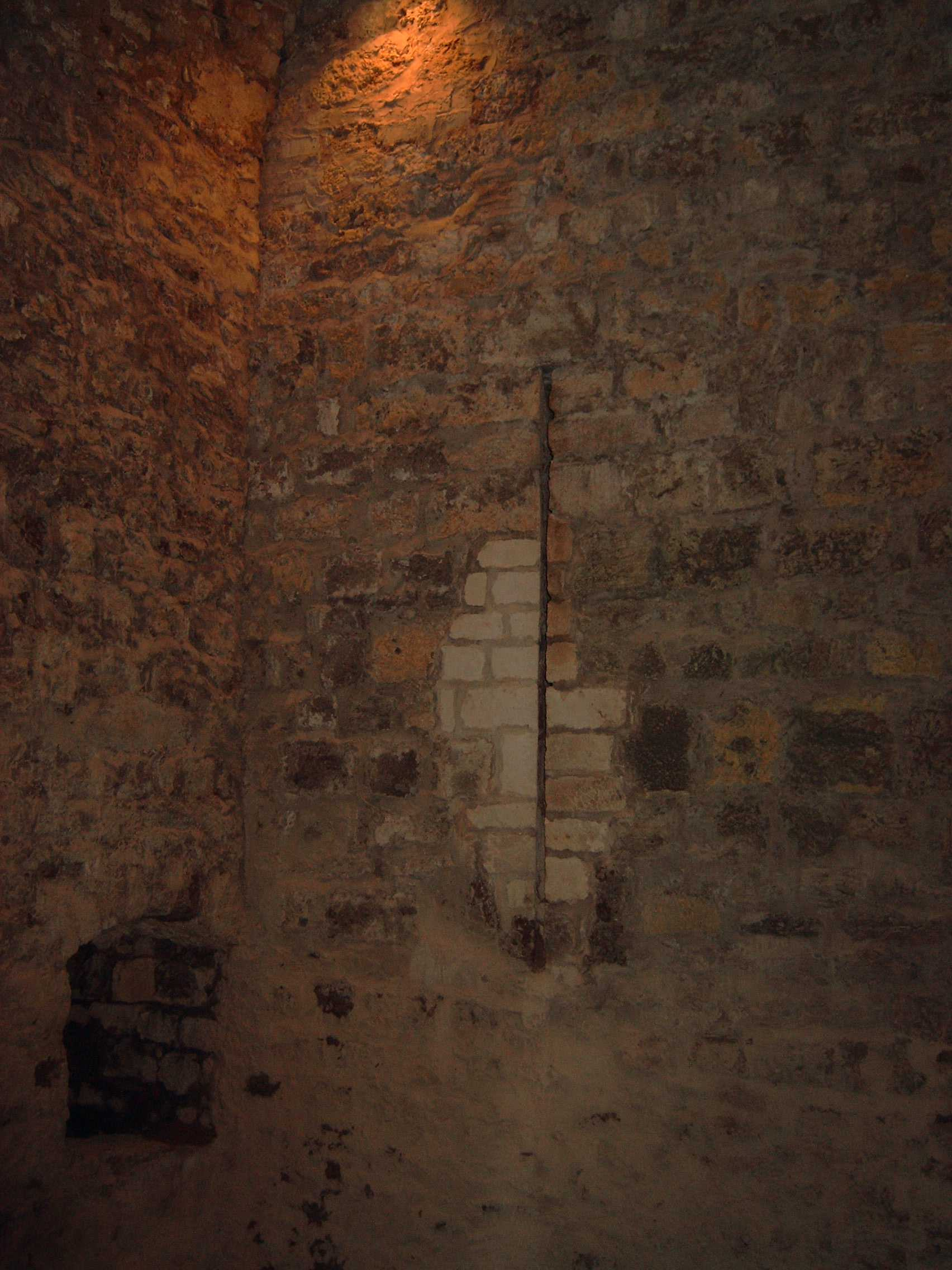
Archère (premier type de défense du château).
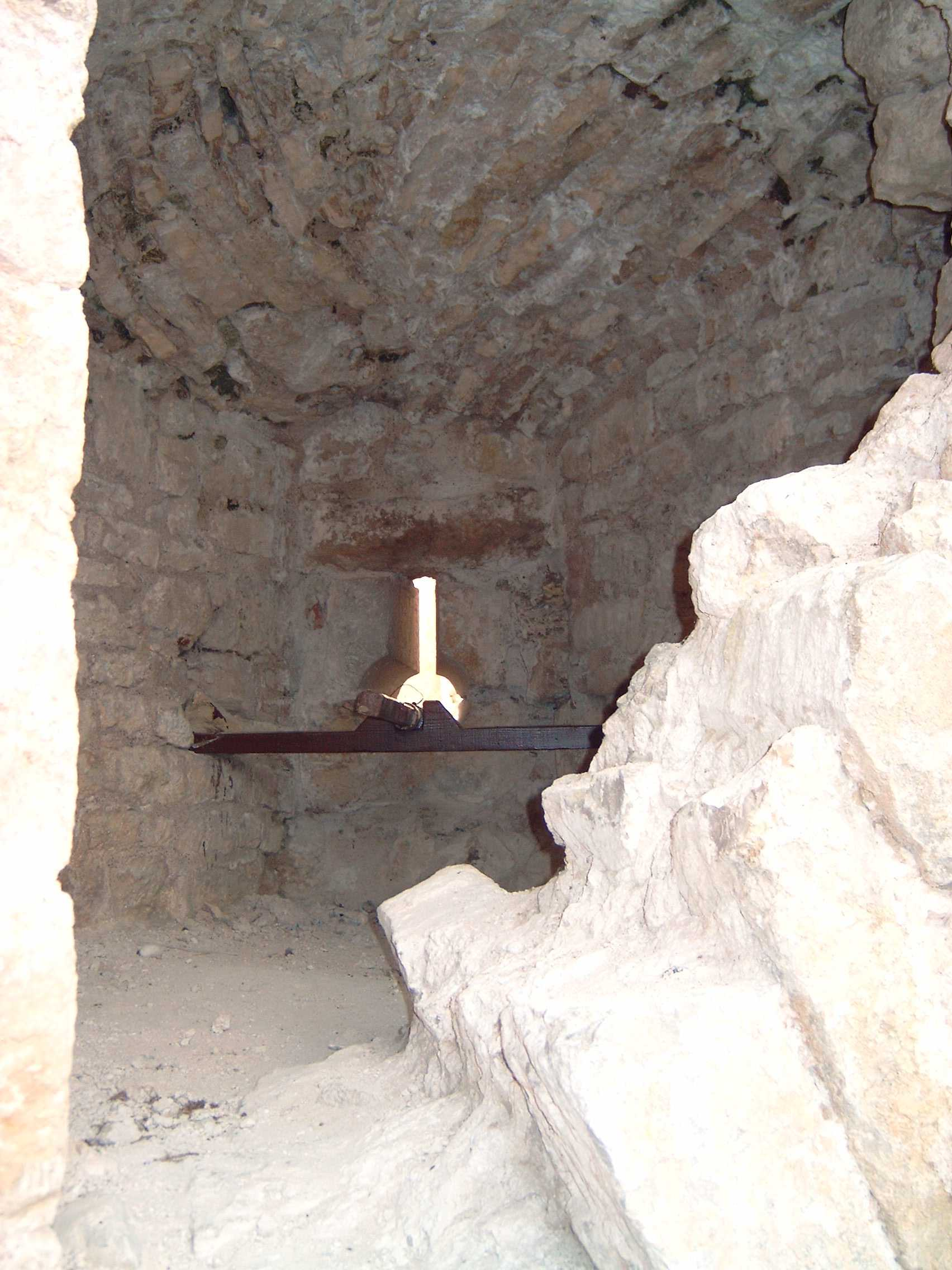
Canonnière (réplique de couleuvrine en place époque artillerie).
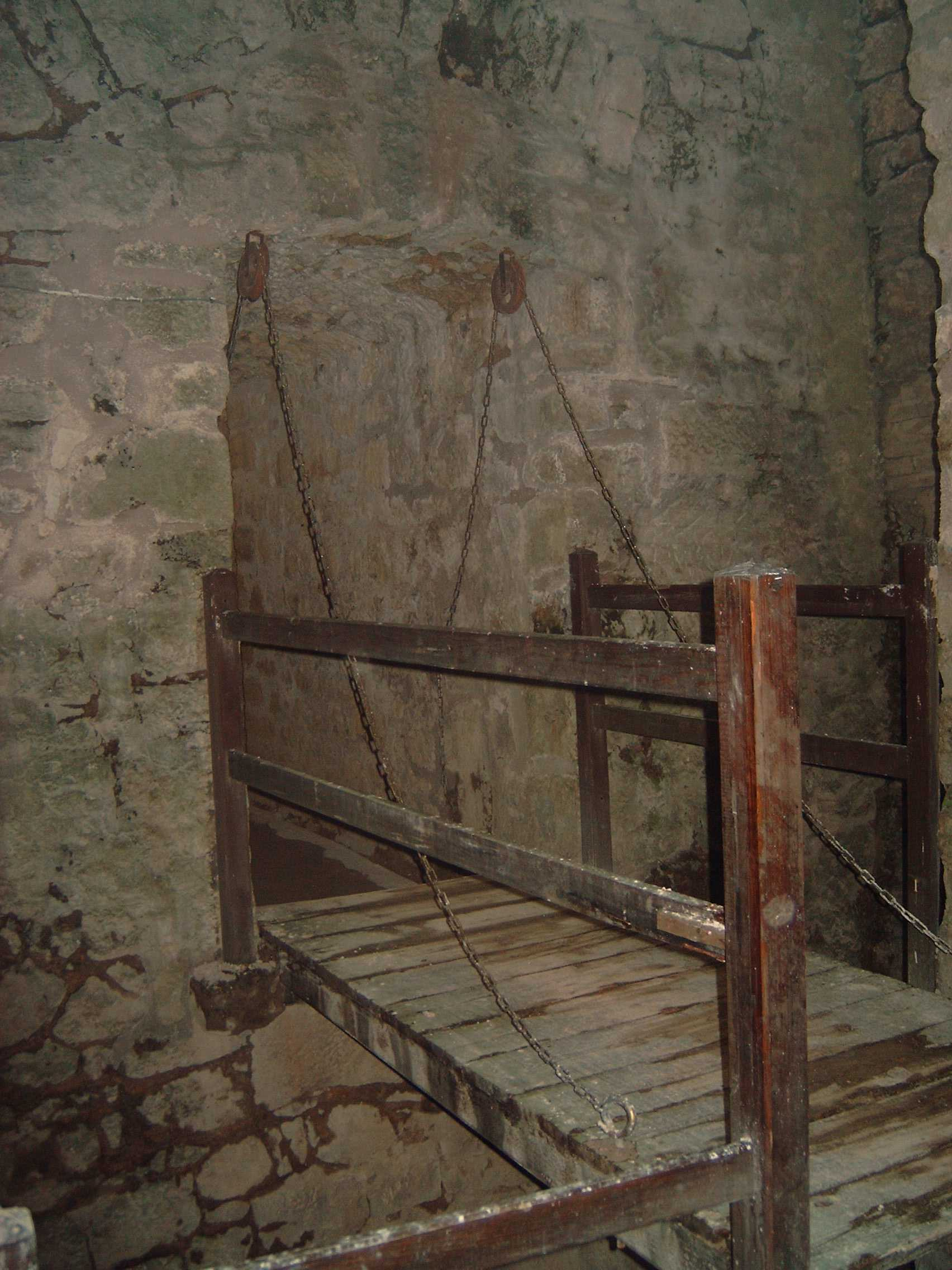
Pont levis en contrebas d'un assommoir.
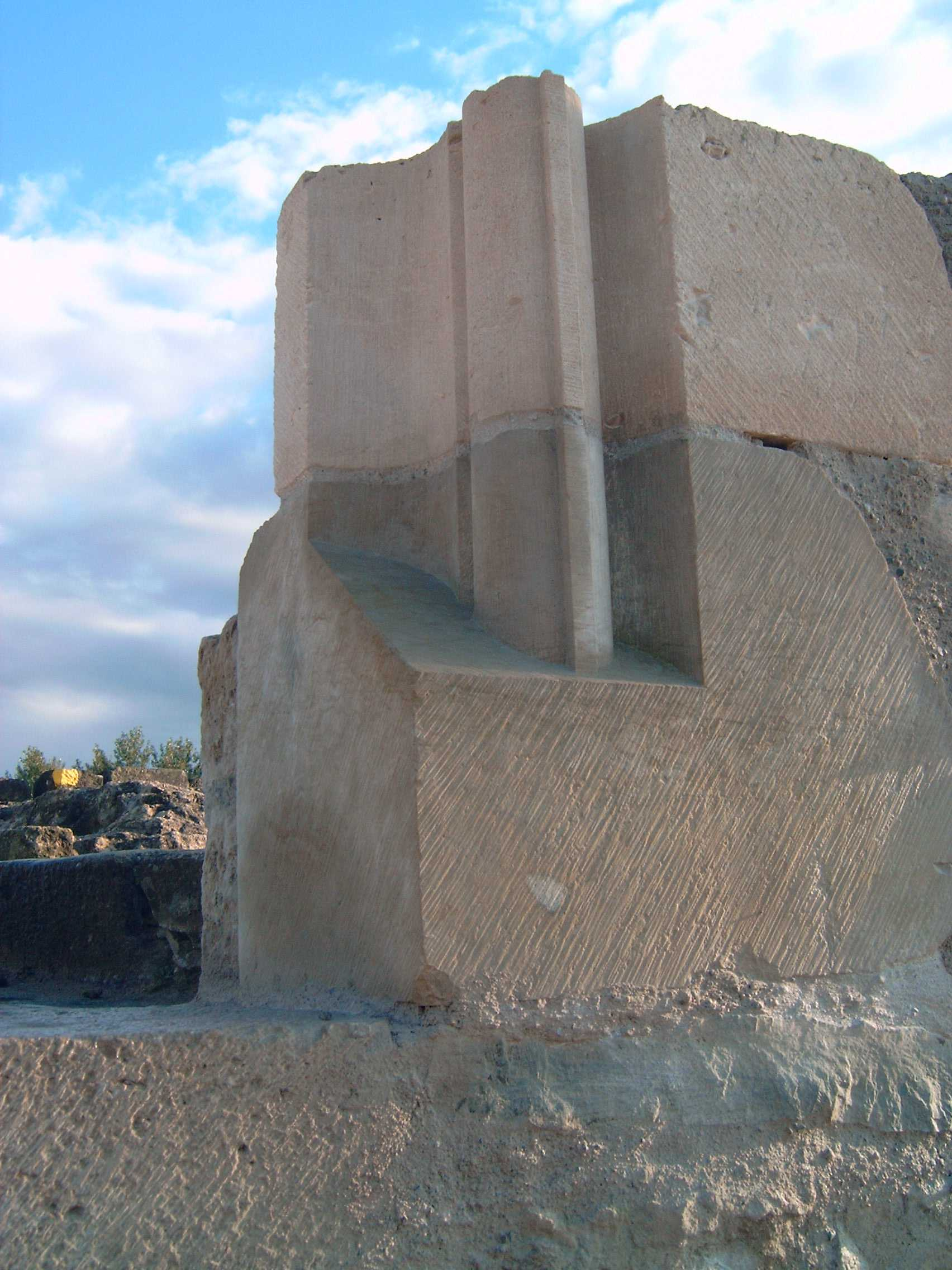
Travail de restauration (taille de pierre) entrepris pour souligner les espaces du château.
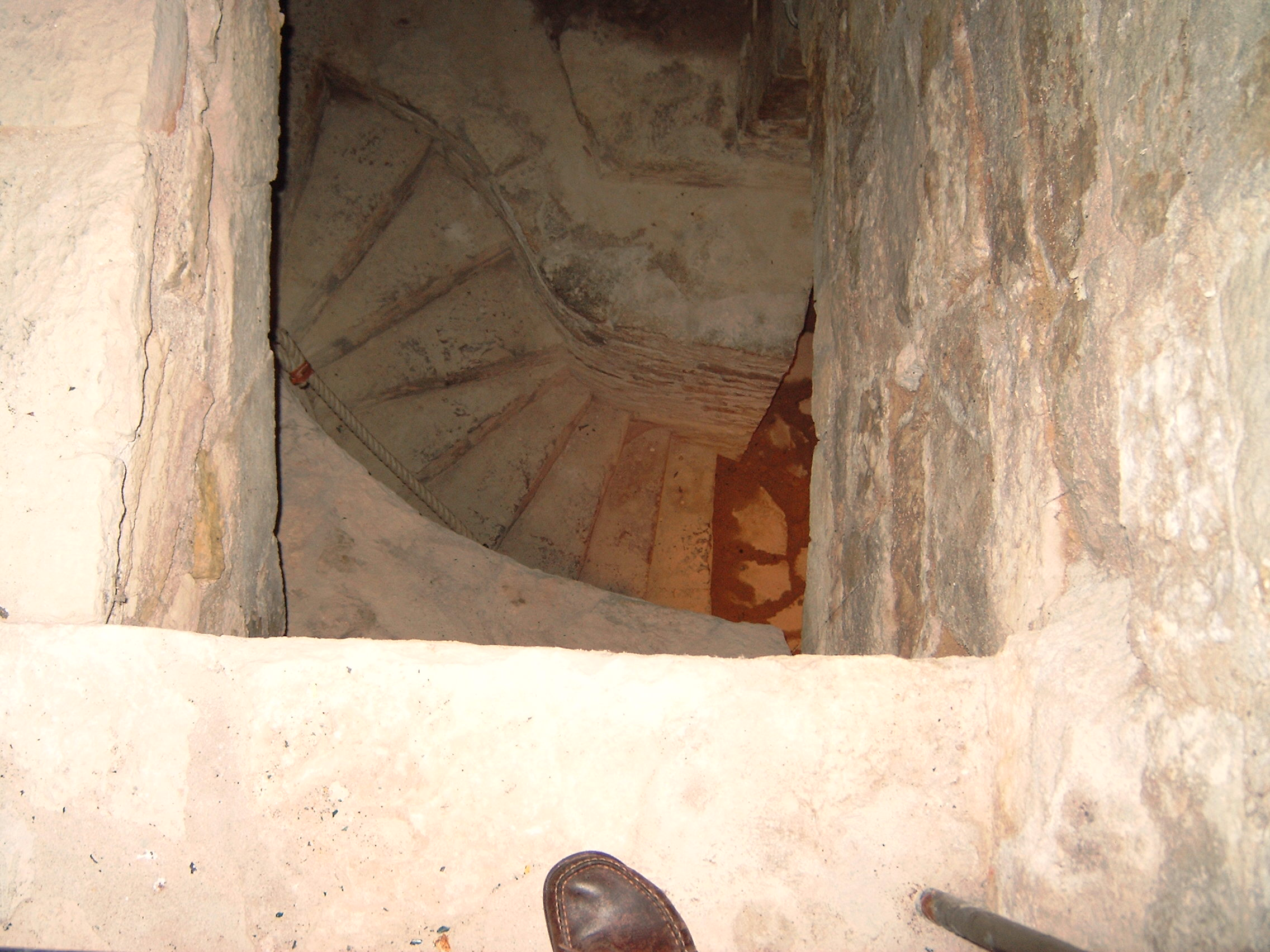
Une grande partie du château est sous le sol.